# Ken (muñeco)
Kenneth Sean Carson es un muñeco de moda y un personaje ficticio inventado por Elliot Handler e introducido por la compañía estadounidense de juguetes Mattel en 1961 como la contraparte de Barbie, que se presentó dos años antes. Ken lleva el nombre de Kenneth Handler, hijo de la inventora de Barbie Ruth Handler, al igual que Barbie lleva el nombre de su hija. Ken Handler murió en 1994 de un tumor cerebral.
Al igual que Barbie, Ken es de Willows, Wisconsin y tiene una línea de moda de ropa y accesorios (aunque hizo su debut vistiendo solo un traje de baño). En el canon de Barbie, Ken conoció a Barbie en el set de un comercial de televisión, según las inscripciones de la caja promocional desde su debut hasta 2018. Actualmente, se lo percibe como uno de los principales amigos de Barbie. Desde su debut, Ken ha ocupado más de 40 ocupaciones; el último es un biólogo marino, como se muestra en la película de Netflix de 2017, Barbie: Dolphin Magic.

## Críticas
Los estudios académicos han descrito las proporciones del cuerpo de Ken como poco realistas (se estima que su pecho es un 27,5% demasiado grande para un hombre humano representativo). Las proporciones corporales poco realistas de las muñecas Barbie, incluida la de Ken, se han relacionado con algunos trastornos alimenticios en los niños. Otra controversia también se ha centrado en la visibilidad (o falta de ella) de los genitales masculinos de Ken.